# Front du Nord-Ouest
 (novembre 2021).
La mise en forme du texte ne suit pas les recommandations de Wikipédia : il faut le « wikifier ».
Les points d'amélioration suivants sont les cas les plus fréquents :
- Les titres sont pré-formatés par le logiciel. Ils ne sont ni en capitales, ni en gras.
- Le texte ne doit pas être écrit en capitales (les noms de famille non plus), ni en gras, ni en italique, ni en « petit »…
- Le gras n'est utilisé que pour surligner le titre de l'article dans l'introduction, une seule fois.
- L'italique est rarement utilisé : mots en langue étrangère, titres d'œuvres, noms de bateaux, etc.
- Les citations ne sont pas en italique mais en corps de texte normal. Elles sont entourées par des guillemets français : « et ».
- Les listes à puces sont à éviter, des paragraphes rédigés étant largement préférés. Les tableaux sont à réserver à la présentation de données structurées (résultats, etc.).
- Les appels de note de bas de page (petits chiffres en exposant, introduits par l'outil «  Source ») sont à placer entre la fin de phrase et le point final[comme ça].
- Les liens internes (vers d'autres articles de Wikipédia) sont à choisir avec parcimonie. Créez des liens vers des articles approfondissant le sujet. Les termes génériques sans rapport avec le sujet sont à éviter, ainsi que les répétitions de liens vers un même terme.
- Les liens externes sont à placer uniquement dans une section « Liens externes », à la fin de l'article. Ces liens sont à choisir avec parcimonie suivant les règles définies. Si un lien sert de source à l'article, son insertion dans le texte est à faire par les notes de bas de page.
- La présentation des références doit suivre les conventions bibliographiques. Il est recommandé d'utiliser les modèles {{Ouvrage}}, {{Chapitre}}, {{Article}}, {{Lien web}} et/ou {{Bibliographie}}. Le mode d'édition visuel peut mettre en forme automatiquement les références.
- Insérer une infobox (cadre d'informations à droite) n'est pas obligatoire pour parachever la mise en page.

Pour une aide détaillée, merci de consulter Aide:Wikification.
Si vous pensez que ces points ont été résolus, vous pouvez retirer ce bandeau et améliorer la mise en forme d'un autre article.
Le front du Nord-Ouest (en russe : Северо-Западный фронт, Severo-Zapadny front) est une unité militaire de l'Armée rouge, un « front » soviétique correspondant à un groupe d'armées dans les autres forces armées.
Il y a eu quatre front du Nord-Ouest successivement : le premier de l'Armée impériale russe pendant la Première Guerre mondiale, du 31 juillet 1914 (premier jour de la mobilisation russe de 1914) au 4 août 1915 (division entre le front du Nord et le front de l'Ouest) ; le deuxième de l'Armée rouge pendant la guerre civile russe de 1918 à 1919, affrontant l'Armée du Nord-Ouest (une des armées blanches) ; le troisième pendant la guerre d'Hiver de janvier à mars 1940 ; le quatrième pendant la Grande Guerre patriotique du 22 juin 1941 jusqu'au 20 novembre 1943.

## Troisière formation
Le front du Nord-Ouest fut recréé le 7 janvier 1940 à partir de l'état-major du district militaire de Léningrad, dans un contexte de réorganisation des troupes soviétiques engagées dans la guerre d'Hiver contre la Finlande, prenant en charge les armées (7e et 13e) déployées dans l'isthme de Carélie jusqu'à mars 1940.

## Quatrième formation

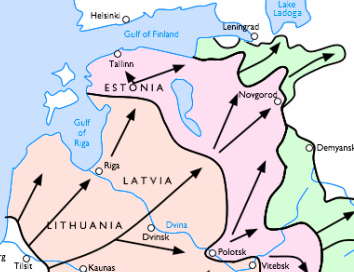
L'avance du groupe d'armées Nord allemand repousse le front du Nord-Ouest soviétique vers l'est :
en orange l'avance au 9 juillet 1941 ;
en rose l'avance au 1er septembre 1941- ;
en vert l'avance au 5 décembre 1941-.

Un quatrième front est créé sous ce nom le 22 juin 1941, le jour du déclenchement de l'invasion de l'Union soviétique par l'Allemagne nazie et ses alliés (opération Barbarossa), par transformation du district militaire balte, qui couvrait la Lituanie et la Lettonie. Le front exista durant la moitié de la Grande Guerre patriotique (le nom soviétique pour la Seconde Guerre mondiale), jusqu'au 19 novembre 1943.

### Composition initiale
Le district militaire de la Baltique, devenu front du Nord-Ouest, avait la responsabilité de la défense des pays baltes, avec pour limites au sud la frontière germano-soviétique (de Memel alors allemande jusqu'à la limite entre la Lituanie et la Biélorussie, cette dernière confiée au district militaire spécial de l'Ouest, transformé en front de l'Ouest), à l'ouest la mer Baltique, au nord le golfe de Finlande, à l'est la limite entre l'Estonie et la Russie (de Narva au lac Peïpous, où commence le district militaire de Léningrad, transformé à partir du 24 juin en front du Nord).
La défense de la nouvelle frontière s'appuie sur une partie de la ligne Molotov en construction, soit les 46e (Telšiai), 42e (Šiauliai), 44e (Kaunas) et 48e (Alytus) secteurs fortifiés. Le front comprend trois armées :
- la 8e armée (comprenant les 10e et 11e corps de fusiliers, ainsi que le 12e corps mécanisé) du lieutenant-général P. P. Sobennikov est déployée de la mer au Niémen ;
- la 11e armée (les 16e et 29e corps de fusiliers, le 3e corps mécanisé, ainsi que les 23e, 126e et 128e divisions de fusiliers) du lieutenant-général V. I. Morozov est positionnée du Niémen à la limite avec la Biélorussie ;
- la 27e armée (les 22e et 24e corps de fusiliers, ainsi que les 16e et 67e divisions de fusiliers) du lieutenant-général N. E. Berzarin échelonnée au-delà de la Dvina (y compris une brigade sur les îles du golfe de Riga).

S'y rajoutent, en réserves du front, le 65e corps de fusiliers (un état-major sans troupe), le 5e corps parachutiste (autour de Dvinsk) et le 41e secteur fortifié autour de Liepāja,.

### Évolution
Pendant l'été et l'automne 1941, les unités du front du Nord-Ouest furent taillées en pièce par le groupe d'armées Nord allemand et leurs restes repoussés jusqu'à la ligne passant par Petrokrepost (encerclant Léningrad), Novgorod, Staraïa Roussa, Demiansk et Rjev, où la ligne de front se fixa de l'hiver 1941-1942 jusqu'en 1943.
En décembre 1941, la partie septentrionale, entre les lacs Ladoga et Ilmen, est confiée au nouveau front de Volkhov ; le front du Nord-Ouest conserve les forces couvrant les collines de Valdaï jusqu'au lac Seliger, au-delà duquel se trouve le front de Kalinine (formé en octobre 1941).
En février 1943, les Soviétiques lancent l'opération Poliarnaïa Zvezda (« Étoile polaire »), qui permet la reconquête des territoires jusqu'à la limite entre d'une part la Russie, d'autre part l'Estonie et la Lettonie (ligne Narva, lac Peïpous, Pskov et rivière Velikaïa). Le 19 novembre 1943, les unités du front du Nord-Ouest et l'état-major du front de Briansk sont incorporées dans le 2e front de la Baltique (le front de Kalinine étant devenu le 1er front de la Baltique).

### Commandants successifs
- Fiodor Issidorovitch Kouznetsov, du 22 juin au 3 juillet 1941 ;
- Piotr Sobennikov, du 4 juillet au 23 août 1941 ;
- Pavel Alekseïevitch Kourochkine, du 23 août 1941 au 5 octobre 1942 ;
- Semion Timochenko, du 5 octobre 1942 au 14 mars 1943 ;
- Ivan Koniev, du 14 mars au 22 juin 1943 ;
- Pavel Kourochkine, du 23 juin au 20 novembre 1943.